# Fartygsteknik
Fartygsteknik är ett ämne inom gymnasieskolan i Sverige.
Ämnet innehåller kurserna Lasthantering och passagerarsäkerhet samt Skeppsteknik.